# Mario Paniati
Mario Paniati, né le 28 décembre 1907 à Pecetto Torinese (Italie) et mort le 5 juin 1932, est un footballeur italien.

## Biographie
Formé par le club de sa province natale de la Juventus, c'est avec ce même club qu'il fait ses débuts en équipe première en 1925 et y remporte le titre de champion d'Italie la même saison (il y dispute son premier match le 15 novembre 1925 lors d'une victoire de championnat à l'extérieur 1-0 contre Pro Vercelli). Son dernier match, lui, a lieu en Coppa Italia le 27 février 1927 lors d'une victoire 2-0 sur Parme.
En 1927, il rejoint la Fiorentina, puis termine sa carrière dans les clubs de Pavie, de l'Atalanta et de Catanzaro.

## Palmarès
Juventus
- Championnat d'Italie (1) :
  - Champion : 1925-26.